# Dermestes patagoniensis
Dermestes patagoniensis là một loài bọ cánh cứng trong họ Dermestidae. Loài này được Háva & Kalík miêu tả khoa học năm 2005.